# Campeonato de Euskadi del Cuatro y Medio 2003
La XV edición del Campeonato de Euskadi del Cuatro y Medio, competición de pelota vasca en la variante de pelota mano profesional de primera categoría, se disputó en el año 2003. Fue organizada conjuntamente por Asegarce y ASPE, las dos principales empresas dentro del ámbito profesional de la pelota a mano.
Jorge Nagore fue el campeón, después de vencer por 22-15 a Titín III en la final disputada en el Frontón Ogueta de Vitoria el día 28 de diciembre de 2003. Esta victoria era la tercera para el pelotari de Irurzun en su quinta final en la modalidad del 4 1/2.

## Primera ronda
| Fecha    | Frontón y localidad             | Rojo       | Azul              | Tanteo |
| -------- | ------------------------------- | ---------- | ----------------- | ------ |
| 17/10/03 | Uranzu, Irún                    | Beloki     | González          | 22-13  |
| 20/10/03 | Beotibar, Tolosa                | Eugi       | Tirapu            | 22-12  |
| 11/10/03 | Labrit, Pamplona                | Patxi Ruiz | Martínez de Irujo | 17-22  |
| 11/10/03 | , Munguía                       | Capellán   | Berasaluze VIII   | 22-16  |
| 10/10/03 | Donibane, Musques               | Olaizola I | Galarza V         | 22-17  |
| 19/10/03 | Municipal de Haro, Haro         | Titín III  | Armendariz        | 22-11  |
| 18/10/03 | Aritzbatalde, Zarauz            | Koka       | Goñi II           | 22-08  |
| 19/10/03 | Municipal Jayan-Jai, Lecumberri | Nagore     | Bengoetxea VI     | 22-10  |

## Octavos de final
| Fecha    | Frontón y localidad               | Rojo          | Azul              | Tanteo |
| -------- | --------------------------------- | ------------- | ----------------- | ------ |
| 25/10/03 | Municipal de Balmaseda, Valmaseda | Beloki        | Eugi              | 22-17  |
| 26/10/03 | Astelena, Éibar                   | Capellán      | Martínez de Irujo | 22-12  |
| 25/10/03 | Uarkape, Mondragon                | Olaizola I    | Titín III         | 07-22  |
| 27/10/03 | Beotibar, Tolosa                  | Koka (lesión) | Nagore            | 09-15  |

## Cuartos de final
| Fecha    | Frontón y localidad | Rojo                 | Azul      | Tanteo |
| -------- | ------------------- | -------------------- | --------- | ------ |
| 02/11/03 |                     | Olaizola II (lesión) | Beloki    |        |
| 02/11/03 | Astelena, Éibar     | Barriola             | Capellán  | 20-22  |
| 02/11/03 | Labrit, Pamplona    | Unanue               | Titín III | 10-22  |
| 02/11/03 |                     | Esain                | Nagore    | 06-22  |

## Liguilla de Semifinales
| Fecha    | Frontón y localidad      | Rojo      | Azul      | Tanteo |
| -------- | ------------------------ | --------- | --------- | ------ |
| 15/11/03 | Labrit, Pamplona         | Beloki    | Nagore    | 15-22  |
| 16/11/03 | Adarraga, Logroño        | Titín III | Capellán  | 22-08  |
| 22/11/03 | Labrit, Pamplona         | Beloki    | Capellán  | 07-22  |
| 23/11/03 | Astelena, Éibar          | Nagore    | Titín III | 19-22  |
| 29/11/03 | Atano III, San Sebastián | Beloki    | Titín III | 16-22  |
| 30/11/03 | Astelena, Éibar          | Nagore    | Capellán  | 22-14  |

### Clasificación de la liguilla
| Pelotari | Pelotari  | Partidos jugados | Partidos ganados | Partidos perdidos | Puntos a favor | Puntos en contra | Dif. |
| -------- | --------- | ---------------- | ---------------- | ----------------- | -------------- | ---------------- | ---- |
| 1        | Titín III | 3                | 3                | 0                 | 66             | 43               | +23  |
| 2        | Nagore    | 3                | 2                | 1                 | 63             | 51               | +12  |
| 3        | Capellán  | 3                | 1                | 2                 | 44             | 51               | -7   |
| 4        | Beloki    | 3                | 0                | 3                 | 38             | 66               | -28  |

## Final
| Fecha    | Frontón y localidad | Rojo   | Azul      | Tanteo |
| -------- | ------------------- | ------ | --------- | ------ |
| 28/12/03 | Ogueta, Vitoria     | Nagore | Titín III | 22-15  |

- Datos: Q8257723